# Yeyuno
En anatomía, el yeyuno es una de las partes del intestino delgado de los mamíferos; se encuentra entre el duodeno y el íleon. Su función es realizar la absorción de las sustancias del quimo alimenticio. En este tramo del intestino delgado actúa el jugo intestinal, que degrada al mínimo los hidratos de carbono, las proteínas y los lípidos. La pared del yeyuno presenta las vellosidades intestinales, cuya función es traspasar al torrente sanguíneo las sustancias anteriormente señaladas. En síntesis, presenta vellosidades que absorben los nutrientes hacia la vena intestinal para ir a parar a la sangre. 

## Histología y función
La superficie interna del yeyuno, formada por una membrana mucosa, está cubierta en las proyecciones llamadas vellosidades, que aumentan la superficie de tejidos disponibles para absorber los nutrientes de los alimentos previamente digeridos por el estómago. Las células anales epiteliales que recubren estas vellosidades tienen un número aún mayor de microvellosidades. Son las vellosidades y las microvellosidades las que permiten que en una pequeña porción de tubo digestivo, se absorba una gran cantidad de nutrientes. El transporte de nutrientes a través de las células epiteliales a través del yeyuno y el íleon incluye el transporte pasivo de la fructosa, el azúcar y el transporte activo de aminoácidos, péptidos pequeños, vitaminas, y la mayoría de la glucosa. El ácido fólico, metabolito esencial del ciclo celular, es absorbido principalmente a este nivel del intestino delgado. Las vellosidades en el yeyuno son mucho más largas que en el duodeno o el íleon.

## Galería de imágenes

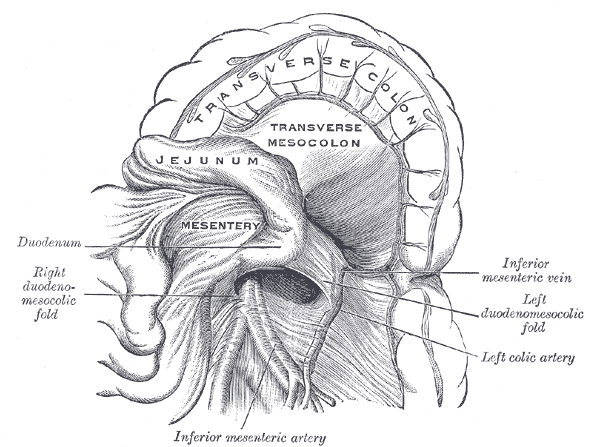
Fosa yeyunoduodenal.
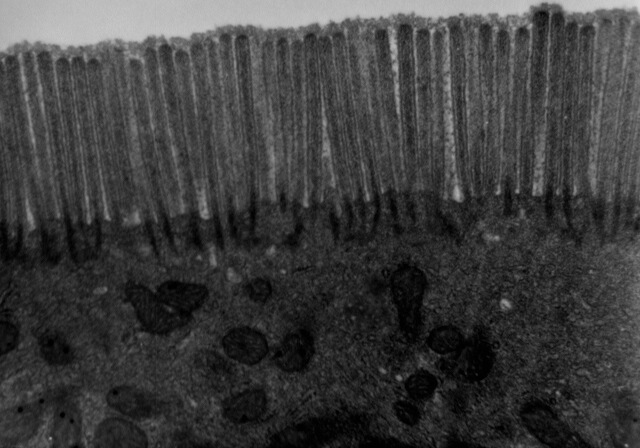
Microscopía electrónica del yeyuno
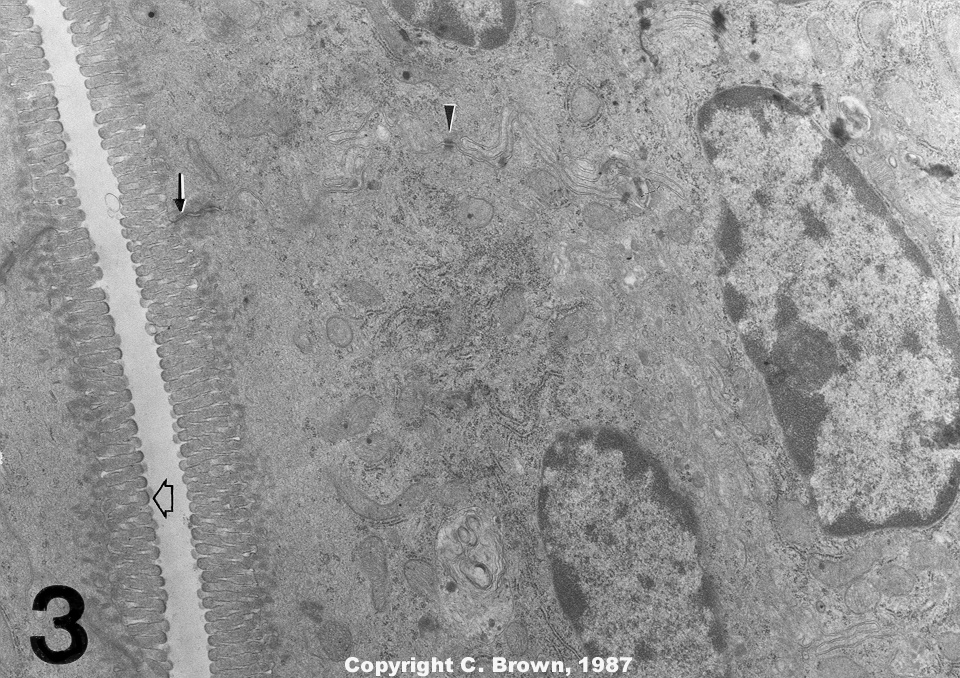
ME del yeyuno de un ratón x14000